# Top 100 cele mai bune filme ale secolului al XXI-lea
100 Greatest Films of the 21st Century (Top 100 cele mai bune filme ale secolului XXI sau Cele mai bune 100 de filme ale secolului 21) este o listă întocmită în august 2016 de British Broadcasting Corporation (BBC), aleasă printr-un sondaj de vot în rândul a 177 de critici de film din întreaga lume.
A fost întocmită prin adunarea primelor zece filme prezentate de critici cărora li s-a cerut să enumere cele mai bune filme lansate începând cu anul 2000.
| No. | Title                                                      | Director                         | Country                                       | Year |
| --- | ---------------------------------------------------------- | -------------------------------- | --------------------------------------------- | ---- |
| 1   | Calea misterelor                                           | David Lynch                      | SUA, Franța                                   | 2001 |
| 2   | O iubire imposibilă                                        | Wong Kar-wai                     | Hong Kong, Franța                             | 2000 |
| 3   | Va curge sânge                                             | Paul Thomas Anderson             | SUA                                           | 2007 |
| 4   | Călătoria lui Chihiro                                      | Hayao Miyazaki                   | Japonia                                       | 2001 |
| 5   | 12 ani de copilărie                                        | Richard Linklater                | SUA                                           | 2014 |
| 6   | Strălucirea eternă a minții neprihănite                    | Michel Gondry                    | SUA                                           | 2004 |
| 7   | Arborele vieții                                            | Terrence Malick                  | SUA                                           | 2011 |
| 8   | Yi Yi                                                      | Edward Yang                      | Taiwan, Japonia                               | 2000 |
| 9   | A Separation                                               | Asghar Farhadi                   | Iran                                          | 2011 |
| 10  | No Country for Old Men                                     | Joel Coen și Ethan Coen          | SUA                                           | 2007 |
| 11  | Inside Llewyn Davis                                        | Joel Coen și Ethan Coen          | SUA, Franța                                   | 2013 |
| 12  | Zodiac                                                     | David Fincher                    | SUA                                           | 2007 |
| 13  | Children of Men                                            | Alfonso Cuarón                   | Regatul Unit, SUA                             | 2006 |
| 14  | The Act of Killing                                         | Joshua Oppenheimer               | Norway, Danemarca, Regatul Unit               | 2012 |
| 15  | 4 Months, 3 Weeks and 2 Days                               | Cristian Mungiu                  | România                                       | 2007 |
| 16  | Holy Motors                                                | Leos Carax                       | Franța, Germania                              | 2012 |
| 17  | Pan's Labyrinth                                            | Guillermo del Toro               | Spania, Mexico                                | 2006 |
| 18  | The White Ribbon                                           | Michael Haneke                   | Franța, Austria, Germania, Italia             | 2009 |
| 19  | Mad Max: Fury Road                                         | George Miller                    | Australia                                     | 2015 |
| 20  | Synecdoche, New York                                       | Charlie Kaufman                  | SUA                                           | 2008 |
| 21  | The Grand Budapest Hotel                                   | Wes Anderson                     | SUA                                           | 2014 |
| 22  | Lost in Translation                                        | Sofia Coppola                    | SUA                                           | 2003 |
| 23  | Caché                                                      | Michael Haneke                   | Franța, Austria, Germania, Italia             | 2005 |
| 24  | The Master                                                 | Paul Thomas Anderson             | SUA                                           | 2012 |
| 25  | Memento                                                    | Christopher Nolan                | SUA                                           | 2001 |
| 26  | 25th Hour                                                  | Spike Lee                        | SUA                                           | 2002 |
| 27  | The Social Network                                         | David Fincher                    | SUA                                           | 2010 |
| 28  | Talk to Her                                                | Pedro Almodóvar                  | Spania                                        | 2002 |
| 29  | WALL-E                                                     | Andrew Stanton                   | SUA                                           | 2008 |
| 30  | Oldboy                                                     | Park Chan-wook                   | Coreea de Sud                                 | 2003 |
| 31  | Margaret                                                   | Kenneth Lonergan                 | SUA                                           | 2011 |
| 32  | The Lives of Others                                        | Florian Henckel von Donnersmarck | Germania                                      | 2006 |
| 33  | The Dark Knight                                            | Christopher Nolan                | SUA                                           | 2008 |
| 34  | Son of Saul                                                | László Nemes                     | Ungaria                                       | 2015 |
| 35  | Crouching Tiger, Hidden Dragon                             | Ang Lee                          | Taiwan, China, Hong Kong, SUA                 | 2000 |
| 36  | Timbuktu                                                   | Abderrahmane Sissako             | Mauritania, Franța                            | 2014 |
| 37  | Uncle Boonmee Who Can Recall His Past Lives                | Apichatpong Weerasethakul        | Thailand                                      | 2010 |
| 38  | City of God                                                | Fernando Meirelles și Kátia Lund | Braziliaia                                    | 2002 |
| 39  | The New World                                              | Terrence Malick                  | SUA                                           | 2005 |
| 40  | Brokeback Mountain                                         | Ang Lee                          | SUA                                           | 2005 |
| 41  | Inside Out                                                 | Pete Docter                      | SUA                                           | 2015 |
| 42  | Amour                                                      | Michael Haneke                   | Franța, Austria, Germania                     | 2012 |
| 43  | Melancholia                                                | Lars von Trier                   | Danemarca, Suedia, Franța, Germania           | 2011 |
| 44  | 12 Years a Slave                                           | Steve McQueen                    | SUA, Regatul Unit                             | 2013 |
| 45  | Blue Is the Warmest Colour                                 | Abdellatif Kechiche              | Franța, Belgium, Spania                       | 2013 |
| 46  | Certified Copy                                             | Abbas Kiarostami                 | Iran                                          | 2010 |
| 47  | Leviathan                                                  | Andrey Zvyagintsev               | Russia                                        | 2014 |
| 48  | Brooklyn                                                   | John Crowley                     | Regatul Unit, Canada, Ireland                 | 2015 |
| 49  | Goodbye to Language                                        | Jean-Luc Godard                  | Franța, Elveția                               | 2014 |
| 50  | The Assassin                                               | Hou Hsiao-hsien                  | Taiwan, China, Hong Kong                      | 2015 |
| 51  | Inception                                                  | Christopher Nolan                | SUA, Regatul Unit                             | 2010 |
| 52  | Tropical Malady                                            | Apichatpong Weerasethakul        | Thailand                                      | 2004 |
| 53  | Moulin Rouge!                                              | Baz Luhrmann                     | Australia                                     | 2001 |
| 54  | Once Upon a Time in Anatolia                               | Nuri Bilge Ceylan                | Turkey                                        | 2011 |
| 55  | Ida                                                        | Paweł Pawlikowski                | Polonia, Danemarca, Franța, Regatul Unit      | 2013 |
| 56  | Werckmeister Harmonies                                     | Béla Tarr și Ágnes Hranitzky     | Ungaria                                       | 2000 |
| 57  | Zero Dark Thirty                                           | Kathryn Bigelow                  | SUA                                           | 2012 |
| 58  | Moolaadé                                                   | Ousmane Sembène                  | Senegal, Franța, Burkina Faso, Maroc, Tunisia | 2004 |
| 59  | A History of Violence                                      | David Cronenberg                 | SUA                                           | 2005 |
| 60  | Syndromes and a Century                                    | Apichatpong Weerasethakul        | Thailand                                      | 2006 |
| 61  | Under the Skin                                             | Jonathan Glazer                  | Regatul Unit, SUA, Elveția                    | 2013 |
| 62  | Inglourious Basterds                                       | Quentin Tarantino                | SUA, Germania                                 | 2009 |
| 63  | The Turin Horse                                            | Béla Tarr și Ágnes Hranitzky     | Ungaria                                       | 2011 |
| 64  | The Great Beauty                                           | Paolo Sorrentino                 | Italia, Franța                                | 2013 |
| 65  | Fish Tank                                                  | Andrea Arnold                    | Regatul Unit                                  | 2009 |
| 66  | Spring, Summer, Fall, Winter... and Spring                 | Kim Ki-duk                       | Coreea de Sud, Germania                       | 2003 |
| 67  | The Hurt Locker                                            | Kathryn Bigelow                  | SUA                                           | 2008 |
| 68  | The Royal Tenenbaums                                       | Wes Anderson                     | SUA                                           | 2001 |
| 69  | Carol                                                      | Todd Haynes                      | Regatul Unit, SUA                             | 2015 |
| 70  | Stories We Tell                                            | Sarah Polley                     | Canada                                        | 2012 |
| 71  | Tabu                                                       | Miguel Gomes                     | Portugal, Germania, Braziliaia, Franța        | 2012 |
| 72  | Only Lovers Left Alive                                     | Jim Jarmusch                     | Regatul Unit, Germania                        | 2013 |
| 73  | Before Sunset                                              | Richard Linklater                | SUA                                           | 2004 |
| 74  | Spring Breakers                                            | Harmony Korine                   | SUA                                           | 2012 |
| 75  | Inherent Vice                                              | Paul Thomas Anderson             | SUA                                           | 2014 |
| 76  | Dogville                                                   | Lars von Trier                   | Danemarca, Regatul Unit, Suedia, Franța       | 2003 |
| 77  | The Diving Bell and the Butterfly                          | Julian Schnabel                  | Franța, SUA                                   | 2007 |
| 78  | The Wolf of Wall Street                                    | Martin Scorsese                  | SUA                                           | 2013 |
| 79  | Almost Famous                                              | Cameron Crowe                    | SUA                                           | 2000 |
| 80  | The Return                                                 | Andrey Zvyagintsev               | Russia                                        | 2003 |
| 81  | Shame                                                      | Steve McQueen                    | Regatul Unit                                  | 2011 |
| 82  | A Serious Man                                              | Joel Coen și Ethan Coen          | SUA                                           | 2009 |
| 83  | A.I. Artificial Intelligence                               | Steven Spielberg                 | SUA                                           | 2001 |
| 84  | Her                                                        | Spike Jonze                      | SUA                                           | 2013 |
| 85  | A Prophet                                                  | Jacques Audiard                  | Franța, Italia                                | 2009 |
| 86  | Far from Heaven                                            | Todd Haynes                      | SUA                                           | 2002 |
| 87  | Amélie                                                     | Jean-Pierre Jeunet               | Franța                                        | 2001 |
| 88  | Spotlight                                                  | Tom McCarthy                     | SUA                                           | 2015 |
| 89  | The Headless Woman                                         | Lucrecia Martel                  | Argentina                                     | 2008 |
| 90  | The Pianist                                                | Roman Polanski                   | Franța, Germania, Polonia, Regatul Unit       | 2002 |
| 91  | The Secret in Their Eyes                                   | Juan José Campanella             | Argentina                                     | 2009 |
| 92  | The Assassination of Jesse James by the Coward Robert Ford | Andrew Dominik                   | SUA                                           | 2007 |
| 93  | Ratatouille                                                | Brad Bird                        | SUA                                           | 2007 |
| 94  | Let the Right One In                                       | Tomas Alfredson                  | Suedia                                        | 2008 |
| 95  | Moonrise Kingdom                                           | Wes Anderson                     | SUA                                           | 2012 |
| 96  | Finding Nemo                                               | Andrew Stanton                   | SUA                                           | 2003 |
| 97  | White Material                                             | Claire Denis                     | Franța                                        | 2009 |
| 98  | Ten                                                        | Abbas Kiarostami                 | Iran                                          | 2002 |
| 99  | The Gleaners and I                                         | Agnès Varda                      | Franța                                        | 2000 |
| 100 | Carlos                                                     | Olivier Assayas                  | Franța, Germania                              | 2010 |
| 100 | Requiem for a Dream                                        | Darren Aronofsky                 | SUA                                           | 2000 |
| 100 | Toni Erdmann                                               | Maren Ade                        | Germania, Austria                             | 2016 |